# Charles de Coster

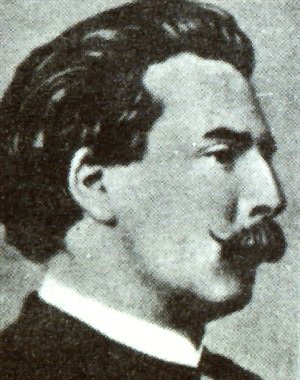
Charles de Coster

Charles Théodore Henri de Coster född 27 augusti 1827 i München, död 7 maj 1879 i Ixelles, var en belgisk författare.
Coster studerade filosofi vid universitetet i Bryssel och arbetade som journalist. 1858 gav han ut folklivsskildringarna Légendes flamandes, som var skriven på 1500-talsfranska,  och 1861 Contes brabançons, skriven på modern franska. Efter det blev han ansvarig för utgivandet av gamla lagtexter. Sitt stora genombrott fick han med medeltidsromanen Thyl Uylenspiegel et de Lamme Goedzak (1867). Man märker här en tydlig påverkan av François Rabelais.